# Cargolifter-Luftschiffhalle

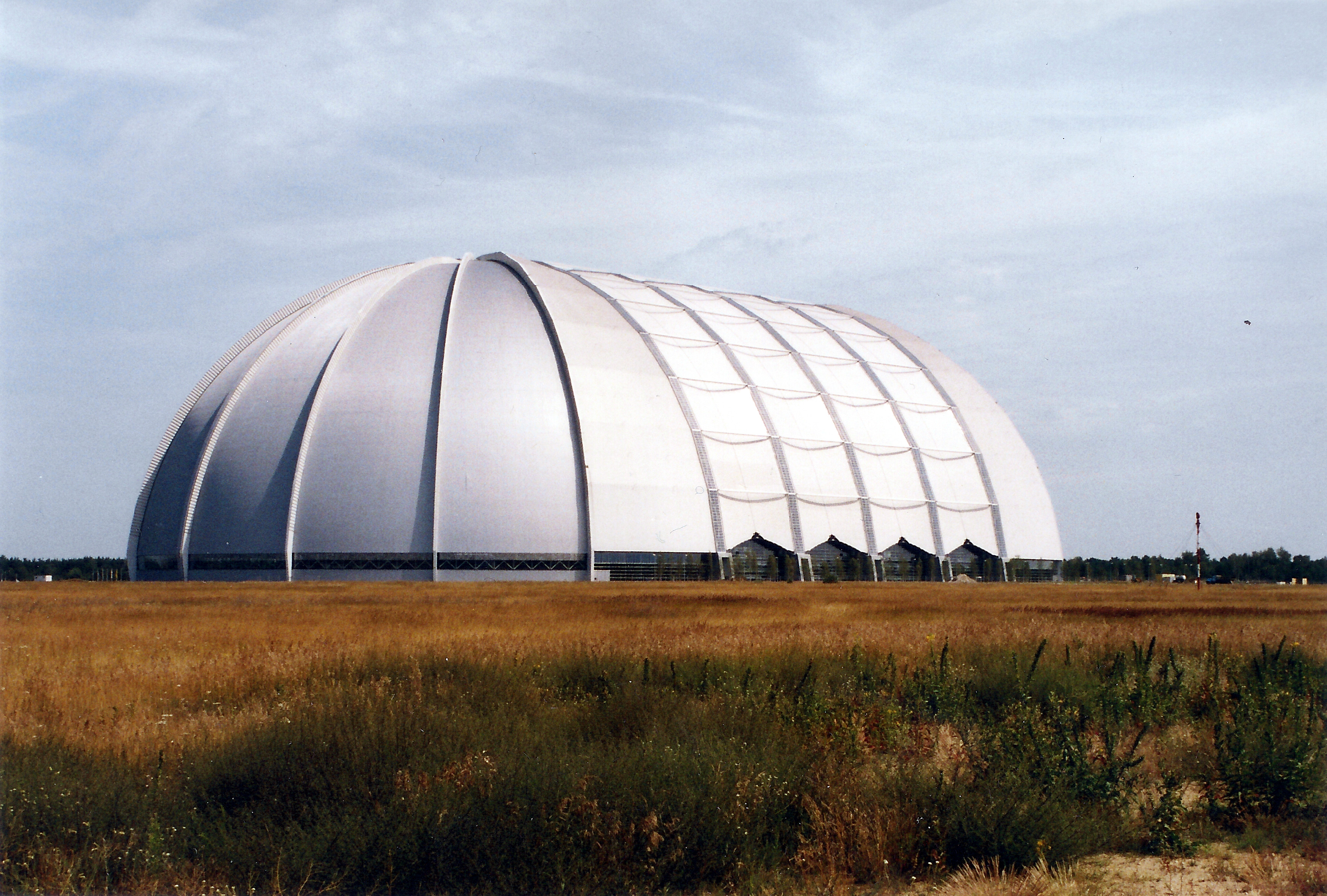
Außenansicht der Werfthalle (2001)

Die Cargolifter-Luftschiffhalle wurde im November 2000 in Briesen/Brand (Bundesland Brandenburg) fertiggestellt. Die 360 Meter lange, 210 Meter breite und 107 Meter hohe Luftschiffhalle gilt als größtes freitragendes Gebäude der Welt. Nach dem gescheiterten Versuch, dort das Transportluftschiff Cargolifter CL160 zu entwickeln, zu bauen und zu betreiben, und der Insolvenz der Cargolifter AG wurde die Werfthalle 2003 an den malaysischen Tanjong-Konzern verkauft. Seit 2004 beherbergt sie einen tropischen Freizeitpark mit dem Namen Tropical Islands.

## Entstehungsgeschichte

### Vorbereitungen
Nachdem die Unternehmensführung CargoLifters 13 mögliche Standorte für den Bau des notwendigen Luftschiffhangars evaluiert hatte, begannen im September 1997 erste Verhandlungen für den Kauf eines Grundstücks mit der landeseigenen brandenburgischen Bodengesellschaft. Im September 1998 wurde sodann dieses in Brandenburg befindliche Areal von der Landesregierung erworben. Dieses 580 Hektar große Gelände befindet sich bei Briesen/Brand, einem südlichen Ortsteil der Gemeinde Halbe, im Landkreis Dahme-Spreewald, etwa 60 Kilometer südlich des Zentrums und etwa 35 Kilometer südlich der Stadtgrenze von Berlin.
Das Areal, bis dato als Flugplatz Brand bekannt, wurde schon zu Zeiten des Zweiten Weltkriegs für die Luftwaffe der Wehrmacht erschlossen. Nach dem Krieg erfolgte eine Weiternutzung und ein Ausbau durch die Luftstreitkräfte der Roten Armee. Verwendet wurde der Flughafen mit seinen drei Landebahnen bis zum Abzug der sowjetischen Streitkräfte im Jahr 1990. Die Übergabe an die deutsche Verwaltung erfolgte im Jahr 1992.
Im April 1998 wurde verkündet, dass die Finanzierungszusagen für den Kauf des Areals und die Bebauung vorlägen. Noch ohne unterschriebenen Kaufvertrag für das Gelände wurde am ersten Maiwochenende 1998 der erste Spatenstich für den Bau der Werfthalle während eines vom Unternehmen veranstalteten Volksfests getätigt. Mit 500 Spaten wurden dabei mit 1000 Spatenstichen die Konturen des geplanten Gebäudes von Besuchern und Aktionären ausgehoben. Außerdem wurde der bevorstehende Erhalt der Baugenehmigung und der Baubeginn der Halle für Mitte Mai angekündigt.
Nach Unterzeichnung des Kaufvertrages im August 1998 begann CargoLifter zunächst das Gelände zu erschließen. Insbesondere mussten sowjetische Altlasten entsorgt, Teile der ehemaligen Kasernen abgerissen und weitere Elemente der verbliebenen Militärinfrastruktur rückgebaut werden. Zunächst erhalten blieben 39 alte Flugzeug-Shelter, welche mit neuen Torsystemen ausgestattet wurden und teils als Lager verwendet wurden. Zwei dieser Shelter wurden später zum Besucherzentrum und IT-Serverraum ausgebaut und dementsprechend verwendet.
Die nördliche Start- und Landebahn des Areals wurde ebenfalls abgerissen. Die frei gewordene Fläche diente hierbei nicht nur als Ausgleichsfläche für den geplanten Hallenbau, vielmehr wurde der zerkleinerte Beton dieser Bahn als Unterbau für den Hangarbau verwendet.

### Baubeginn 1999
Die eigentlichen Bauarbeiten begannen tatsächlich erst ein Jahr nach dem angekündigten Termin im März 1999. Zum Jahreswechsel Anfang 1999 hatte CargoLifter eine 80-prozentige Ausfallbürgschaft durch den Deutschen Bundestag für die Kreditaufnahme zum Bau der Werfthalle erhalten.
Mitte März 1999 wurde der Öffentlichkeit im Rahmen einer Tag der offenen Tür-Veranstaltung erstmals das Airship Design Center präsentiert, innerhalb dessen ab dann das Lastenluftschiff entwickelt werden sollte. Dieses neu errichtete Zentrum bestand aus zwei Gebäuden und einer kleinen Halle, innerhalb derer zunächst der verkleinerte Demonstrator Joey eines Kielluftschiffs fertig konstruiert werden sollte. Rund 10.000 Besucher folgten dabei der Einladung CargoLifters und besuchten das Areal der zukünftigen Produktionsstätte.
Im Sommer des Jahres 1999 wurde nach 24 Entwurfsrunden der Masterplan für den Luftschiffhallenbau festgeschrieben, sodass mit den Bauarbeiten tatsächlich begonnen wurde. Mitte Oktober 1999 war der erste von fünf Bögen der Halle aufgebaut, was das Unternehmen mit einem als “Bogenfest” bezeichneten Richtfest und 25.000 Besuchern feierte. Anwesend war bei dem Ereignis unter anderem der stellvertretende brandenburgische Regierungschef Jörg Schönbohm.
Das Experimentalluftschiff Joey hob am 18. Oktober 1999 gegen 17:45 Uhr Ortszeit zu seinem Jungfernflug ab. Während des 16-minütigen problemlosen Testflugs flog Joey einige Runden über das Werftareal CargoLifters.

### Fertigstellung und Einweihung 2000
Im Jahr 2000 wurde auch die Gesamtinvestitionssumme öffentlich bekannt: Bis zum Erreichen der Serienproduktion würden zwei Prototypen und zwei Vorserienmodelle des Lastenluftschiffs nötig, für die mit den Investitionen auf dem Werftareal insgesamt rund 1 Milliarde DM veranschlagt wurden.
Im Mai 2000 startete die Eindeckung der 40.000 m² großen Hallemembrane, wozu 120 Industriekletterer eingesetzt wurden. Anfang Juni 2000 wurde das Werftgelände CargoLifters in Brandenburg als Außenstandort offiziell Teil der Weltausstellung Expo 2000. Parallel dazu wurde ein Besucherzentrum auf der Baustelle eröffnet, wodurch der Öffentlichkeit Führungen über die Baustelle und das Areal angeboten werden konnten.
Zu Beginn des Monats September 2000 stattete der damalige Bundeskanzler Gerhard Schröder CargoLifter einen Besuch ab und zeigte sich sichtlich von der Baustelle und den Ausmaßen des in Entstehung befindlichen Luftschiffhangars fasziniert. Regendicht war die Halle im September 2000, nachdem sowohl die Membrane als auch die Hallentore installiert worden waren. Die Fertigstellung des letzten Hallentores wurde dabei durch das Unternehmen mit einem als „Torfest“ bezeichneten Festakt gefeiert  zu dem etwa 6000 Besucher kamen. Der Eintrittspreis lag bei 40 DM. Während der Feierlichkeiten wurde zudem das wenige Monate zuvor erworbene SkyShip 600 getauft.
Im Oktober 2000 wurde die Energiezentrale auf dem Unternehmensstandort Brand erstmals in Betrieb genommen, die von der CargoLifter Tochtergesellschaft Energieversorgung Brand betrieben wurde.
Die Bauarbeiten an der Luftschiffwerft wurden im November 2000 abgeschlossen, was das Unternehmen mit zwei groß angelegten Veranstaltungen feierte. Am Mittwoch, dem 22. November, wurde während einer Veranstaltung mit rund 500 Vertretern aus Politik und Wirtschaft die Übergabe der Halle an das Unternehmen zelebriert. Zu den geladenen Gästen gehörten unter anderem Manfred Stolpe und Wolfgang Fürniß, aber auch 50 Diplomaten und Vertreter von in Berlin ansässigen Botschaften erschienen zu dem Ereignis. Parallel zur Halleneröffnung wurde auf einer Pressekonferenz am 22. November das zu dem Zeitpunkt noch als Towtech bezeichnete Projekt des CL-75-Lastenballons erstmals der Öffentlichkeit vorgestellt. Am Samstag, dem 27. November, folgte eine zehnstündige Abendveranstaltung in der Halle für Aktionäre und die Öffentlichkeit. Trotz Eintrittspreisen von 150 DM für Unternehmensfremde und 120 DM für Aktionäre, nahmen an dieser Veranstaltung rund 10.000 Besucher teil, welche dem vom Moderator Volker Hirth präsentierten Programm folgten.

## Architektur und Konstruktion der Werfthalle
Die Werfthalle wurde ursprünglich konzipiert für die gleichzeitige Produktion von zwei CL-160 Luftschiffen oder die Produktion eines bei der parallelen Wartung eines zweiten Schiffes. Für den Ein- und Aushallvorgang von fertigen oder zur Wartung anstehenden Luftschiffen wurde an den Stirnseiten der Halle Schalentore in viertelkreisförmiger Dimension angebracht. Möglichen Verformungen wurde durch Tordichtungen in Federblatt-Konstruktion vorgebeugt, welche jeweils 150 m Länge aufweisen. Ein Öffnungsvorgang der Tore bei auf der Halle aufliegender Schneelast blieb untersagt, da hierbei zu starke Verformungen der Tore hätten auftreten können. Seit der Umnutzung des Gebäudes zum Tropical Islands werden die 600 Tonnen schwere Tore nicht mehr bewegt.

### Architekten und Baukonsortien
Der Bau des Luftschiffhangars und die Bebauung des Areals wurden von der SIAT GmbH & Co. KG geplant, einem ehemaligen Architekturbüro und Tochterunternehmen der Siemens AG. Technisch realisiert wurde die Konstruktion des Hallenbaus durch ein Baukonsortium unter Federführung des Berliner Büros der Hochtief AG. Weitere an dem Konsortium beteiligte Unternehmen waren beispielsweise die DSD Dillinger Stahlbau sowie die Max Bögl Bauunternehmen.

### Daten und Zahlen
| Kenngröße                              | Daten                 |
| -------------------------------------- | --------------------- |
| Baubeginn:                             | März 1999             |
| Fertigstellung:                        | November 2000         |
| Baukosten:                             | 150 Mio. DM           |
| Öffentliche Förderung der Baukosten:   | 39,4 Mio. Euro        |
| Grundstücksgröße:                      | 520 ha                |
| Länge / Breite / Höhe:                 | 360 m / 210 m / 107 m |
| Brutto-Grundfläche Hangar: Sockelzone: | 66.000 m² 06.300 m²   |
| Umbauter Raum:                         | 5,5 Mio. m³           |
| Verbauter Stahl:                       | 14.500 t              |
| Verbauter Beton/Stahlbeton:            | 40.000 m³             |
| Membrane:                              | 40.000 m²             |
| Torverkleidung:                        | 60.000 m²             |
| Verglasung/Glasfassade:                | 11.000 m²             |

### Kritik
An dem Gebäude und seiner technischen Spezifikation wurde Kritik geäußert:
- Einerseits wird angeführt, dass während der Planung und Ausgestaltung missachtet wurde, dass die Schalentore eine zu große Fläche im Vergleich zur Grundfläche einnehmen würden. Während zwar die Grundfläche unterhalb der Schalentore als Produktionsfläche für die Luftschiffe angedacht worden war, fehlte die Möglichkeit, Seilzüge oberhalb dieser Fläche zu installieren. Diese Seilzüge wären jedoch für die Konstruktion eines Luftschiffs notwendig gewesen.
- Durch die Integration von Bürofläche in die angedachte Produktionsstätte innerhalb des Hangars entstanden zu viele regulatorische Hürden; insbesondere gab es verschiedene Regularien für die Temperaturregelung innerhalb des Hangars.

### Wissenswerte Kleinigkeiten
- Die Luftschiffhalle ist die größte freitragende Halle weltweit. Fünf 200 m lange Stahlbögen spannen die halbzylindrische geformte Halle stützenfrei auf.[11]
- Die Luftschiffhalle wurde aus Arbeitsschutzgründen mit einer 136 km langen Fußbodenheizung versehen, wodurch permanent eine Durchschnittstemperatur von mindestens 18 Grad Celsius sichergestellt werden kann.[45]
- Der Bau der Luftschiffhalle wurde mit öffentlichen Fördermitteln in Höhe von 39,4 Mio. Euro bezuschusst. Diese Investitionszuschüsse kamen aus Mitteln der Gemeinschaftsaufgabe Verbesserung der regionalen Wirtschaftsstruktur (GA) und waren an die dauerhafte Schaffung von 239 Vollzeitarbeitsplätzen innerhalb der brandenburgischen Regionen geknüpft.[42]
- Mitte Oktober 2000 wurde das Unternehmen Corus Bausysteme mit dem Aluminium Award-Industriepreis für ihre Arbeit an dem Hangar ausgezeichnet. Der Preis wurde vom Aluminium Zentrum der Niederlande jährlich vergeben.[46]

## Weitere Gebäude auf dem Areal
Neben der Werfthalle wurden auf dem Standort noch weitere Gebäude errichtet. Zentral dienten diese dem geplanten Geschäftszweck CargoLifters, der Entwicklung und Konstruktion und dem späteren Betrieb von Lastenluftschiffen.
- Airship Design Center 1
  - Bei diesem Bau handelte es sich um das erste auf dem Areal fertiggestellte Gebäude.
  - Jahr der Fertigstellung: 1998.
  - Konstruktion aus Baucontainern.
  - Spätere Verwendung als Cafeteria.

- Lighter than Air Academy
  - Als Büroeinheiten konzipierte und genutzte Gebäude.
  - Konstruktion in Modulbauweise, so dass sich einzelne Gebäude zu größeren Strukturen zusammenfassen ließen.
  - Brutto-Grundfläche je Modul: 760 m².
  - Bruttorauminhalt je Modul: 3.000 m².
  - Planungszeit: April–August 1999.
  - Bauzeit: Oktober 1999 – Februar 2000.
  - Baukosten: 1,2 Mio. DM.
- Besucherzentrum
  - Umbau und Erweiterung eines ehemaligen sowjetischen Flugzeugshelters zu einem Besucherzentrum. Als erster Baustein des Zentrums wurde der ehemalige Shelter 34 umgebaut.[48]
  - Brutto-Grundfläche: 1.300 m²
  - Bruttorauminhalt 10.200 m²
  - Planungszeit: April–August 1999.
  - Bauzeit: Oktober 1999 – März 2000.
  - Baukosten: 2,7 Mio. DM.

- Energiezentrale
  - Blockheizkraftwerk zur Energieversorgung des Areals.
  - Brutto-Grundfläche: 1.440 m².
  - Bruttorauminhalt: 7.800 m².
  - Planungszeit: Februar–Dezember 1999.
  - Bauzeit: Januar–November 2000.
  - Baukosten: 2,3 Mio. DM.

Über diese tatsächlich gebauten Gebäude hinweg sah der Master-Bebauungsplan des Areals vor, zwei Ankermasten für Luftschiffe zu konstruieren. Durch die Insolvenz des Unternehmens und die niemals aufgenommene Produktion von Luftschiffen wurde die Konstruktion dieser jedoch nie in Angriff genommen.

## Nutzungsgeschichte

### 2001
Mitte Januar wurde in der Luftschiffhalle der in den USA entworfene und konstruierte Towtech-Transportballon erstmals mit Luft „aufgeblasen“. Die tatsächliche Bedruckung mit Helium folgte jedoch erst im August.
Das Luftfahrt-Bundesamt erteilte 2001 der Tochtergesellschaft CL Development die Zulassung als Instandhaltungsbetrieb nach europäischem Luftrecht. Diese Zulassung erlaubte es dem Unternehmen, eigenverantwortlich plan- und außerplanmäßige Wartungen an musterzugelassenen Luftschiffen vorzunehmen.
Darüber hinaus gelang es dem Unternehmen, den CL-75 Ballon erstmals mit Helium zu befüllen. Während eines 38-stündigen Vorgangs wurde die Hülle dieses größten jemals gebauten Aerostaten zunächst mit Umgebungsluft prall gefüllt, um im Anschluss über eine Schichtungsmethode (durch niedrigere Dichte von Helium gegenüber Luft) die 110.000 m³ Luft durch Helium zu ersetzen.
Ende September 2001 feierte CargoLifter in seiner Werfthalle unter der Anwesenheit von Politikern, wie Bundespräsident Johannes Rau und dem brandenburgischen Wirtschaftsminister Wolfgang Fürniß, den Produktionsbeginn des CL-160 Luftschiffs. während dieser Feierlichkeit wurde ein 262 m langer und 4 m breiter Luftschiffhüllen-Schneidetisch offiziell eingeweiht. Tatsächlich ließ das Unternehmen die Öffentlichkeit jedoch im Unklaren und verstand den Produktionsbeginn lediglich als „Vorbereitung und Test der Anlagen und Produktionseinrichtungen“. Der Produktionsbeginn ließ sich retrospektiv daher lediglich als große Öffentlichkeitsarbeitsveranstaltung verstehen.
Mitte Oktober wurde der CL-75 Ballon erstmals mit Hilfe von Sattelschleppern aus der Luftschiffhalle gezogen und im Freien getestet. Bei diesem ersten Testdurchgang wurde ein 24 Tonnen schwerer Kran mit dem Ballon auf sieben Meter Höhe gezogen.

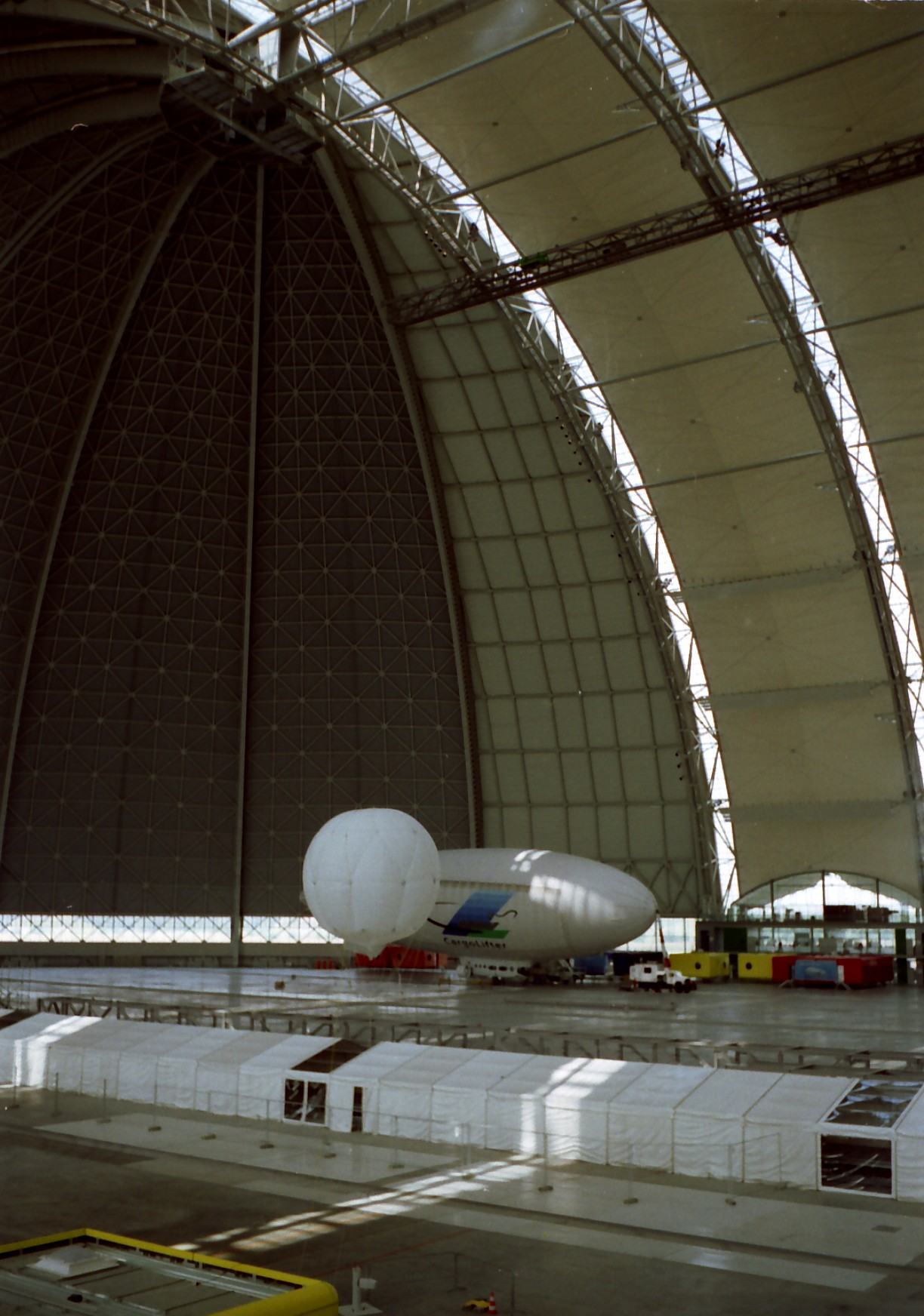
Das Skyship 600 in der Halle, in der Mitte die Zuschneidetische für die Außenhaut, Juni 2002

### 2002

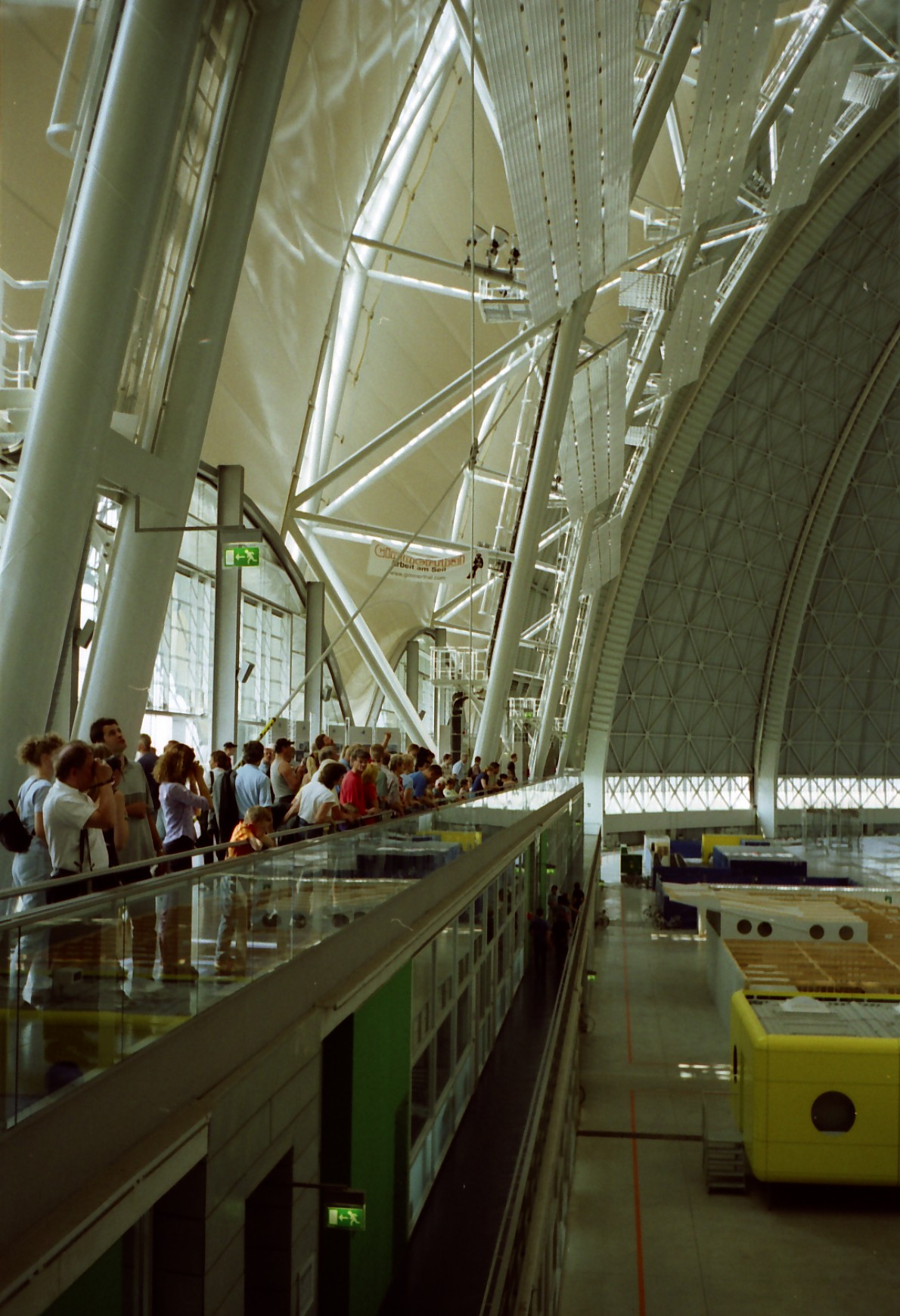
Die Besuchergalerie im Juni 2002

Zum Beginn des Monats Mai 2002 bestätigten sich die schon seit Monaten in Medien kursierenden Gerüchte, dass CargoLifter mit dem Luft- und Raumfahrtkonzern Boeing zusammenarbeiten wolle. Durch beide Unternehmen wurde bekannt gegeben, dass nach anderthalb Jahren Verhandlung eine Absichtserklärung (Letter of intent) unterschrieben worden war, welche förmlich festhielt, Möglichkeiten für die Entwicklung und Nutzung von Luftschiffen gemeinsam zu überprüfen.

### Insolvenz von Cargolifter
Im Frühjahr des Jahres 2002 waren weder private Investoren noch die öffentliche Hand bereit, dem Unternehmen weiteres Kapital zuzuführen. Am 20. Mai gab die Unternehmensführung bekannt, ihr ambitioniertes CL-160 Entwicklungsvorhaben mangels vorhandener liquider Mittel vorläufig nicht weiter zu verfolgen. Stattdessen plante das Unternehmen, sich ausschließlich auf die weitere Entwicklung und Produktion des CL-75 Transportballons zu konzentrieren – insbesondere, um den existierenden Kaufvertrag mit der kanadischen Gesellschaft zu erfüllen. Nachdem durch die Unternehmensführung in den Folgetagen keine neuerliche Finanzierung sichergestellt werden konnte, beantragte die mitarbeiterstärkste Tochtergesellschaft CL Development am 31. Mai 2002 ein vorläufiges Insolvenzverfahren beim Amtsgericht in Cottbus. Die Konzernmutter CargoLifter AG stellte wegen Zahlungsunfähigkeit am 7. Juni 2002 einen Insolvenzantrag. Zuvor war bereits das Berliner Büro an den Werftstandort nach Brand verlegt worden. Am 18. Juni 2002 erhielt die CargoLifter AG ein kurzfristiges Darlehen in Höhe von 4,15 Millionen Euro vom Land Brandenburg. Diese Soforthilfen wurden insbesondere zur Sicherung der Infrastruktur gewährt.
Am 10. Juli 2002 zerstörte das Sturmtief Anita die Hülle des Prototyps des Kran- und Transportballons CL75 AirCrane vor der Werfthalle.
Ende September 2002 widerrief dann die Investitionsbank des Landes Brandenburg einen Förderbescheid i.H.v. 40 Mio. Euro, welcher ursprünglich für den Bau und die Konstruktion der Werfthalle ausgezahlt worden war.
Im März 2003 wies das Amtsgericht Cottbus eine Beschwerde der Aktionärsinitiative Zukunft in Brand gegen den Insolvenzverwalter Mönning ab. Die Beschwerdeführer hatten dem Verwalter zuvor vorgeworfen, eine Pflichtverletzung begangen zu haben und rund 200.000 Euro an Beratungshonorar im Zuge des Verkaufs der Werfthalle an den malaysischen Investor erhalten zu haben.

### 2003: Tropical Islands

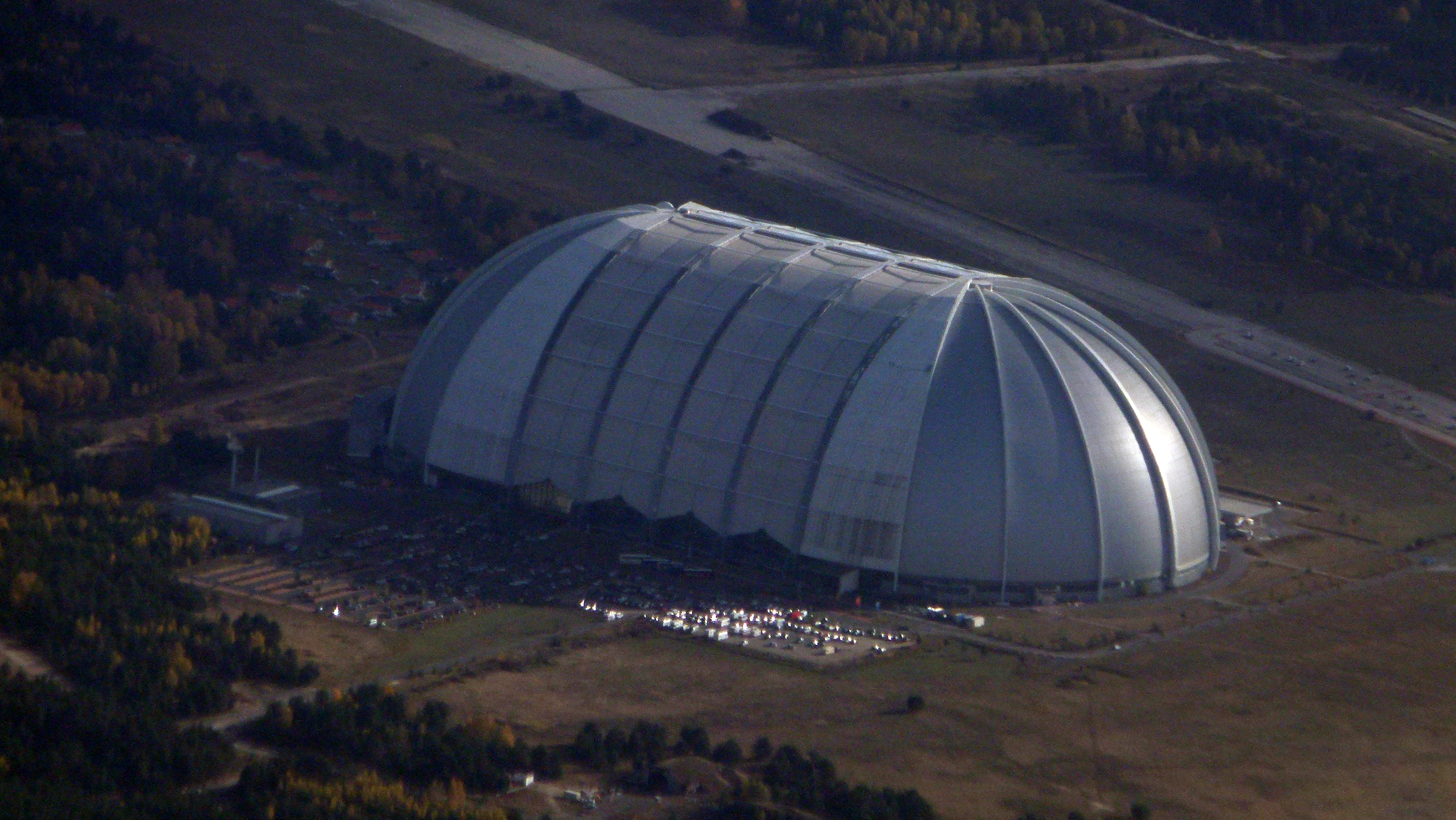
Heutige Nutzung des Luftschiffhangars als Freizeitpark Tropical Islands (Luftbild 2012)

Am 11. Juni 2003 wurde die Werfthalle und das sie umgebende 500 Hektar große Grundstück für 17,5 Millionen Euro an den malaysischen Tanjong-Konzern verkauft. Mit 10 Millionen Euro als Subvention vom Land Brandenburg wurde das Gebäude umgewidmet. Der Tanjong-Konzern baute die Werfthalle um und eröffnete im Dezember 2004 ein „künstliches Tropenparadies“ namens Tropical Islands.

### Geplantes Geschäftsmodell
Die Cargolifter AG hatte vor, ein Lastenluftschiff zu entwickeln, später zu konstruieren und auch operativ einzusetzen. Das Unternehmen definierte damit ein dreistufiges Produktionsverfahren: In der ersten Produktionsstufe sollte zunächst das Luftschiff entwickelt und gebaut werden. Die zweite Produktionsstufe sah daran anschließenden operativen Betrieb des Luftschiffs vor. Die dritte Produktionsstufe sah den operativen Betrieb eines Logistiknetzwerks vor. Über diese drei Produktionsstufen hinweg plante das Unternehmen, verschiedene Tochtergesellschaften zu gründen und die entsprechenden Aufgaben zu betrauen. Für die Entwicklung und den Bau des Luftschiffs, wurde die CargoLifter Development GmbH gegründet. Das Luftschiff operativ betreiben sollte die CargoLifter Airship Operations GmbH. Für den Netzwerkbetrieb auf Produktionsstufe 3 wurde die CargoLifter Network GmbH ins Leben gerufen.
Die CargoLifter AG gründete im Verlauf ihrer Geschichte 14 Tochtergesellschaften. Vier Gesellschaften wurden dabei im Konzern als so genannte Kernkompetenzbereiche bezeichnet. Diese Gesellschaften, zu welchen die CL Development, CL Network, CL Airship Operations sowie die CL World zählten, sollten für die Erbringung von unmittelbar mit dem Unternehmenszweck zusammenhängenden Aktivitäten leiten. Daneben standen acht von CargoLifter als Servicebereiche bezeichnete Gesellschaften, welche vornehmlich Dienstleistungen für den Konzern und alle weiteren Konzerngesellschaften erbrachten. Eine 15. Gesellschaft, die CargoLifter Alert war als gGmbH konzipiert und befand sich in Gründung. Diese Gesellschaft sollte in Kooperation mit dem THW geführt werden und Katastrophen- und Hilfseinsätze unter Anwendung der CL Luftschiffe koordinieren und planen. Durch die Insolvenz wurde diese Gesellschaft jedoch nie final im Handelsregister eingetragen.
- CargoLifter World GmbH Die CL World wurde laut ihres Geschäftszwecks zur Konzeption, Errichtung und den Betrieb von Besucherzentren und Themenparks an allen CargoLifter Standorten gegründet.[73] Im Verlauf der Unternehmensgeschichte war das Unternehmen vor allem für die Vermarktung von Merchandising-Artikeln, die Planung von Veranstaltungen sowie die Erstellung von PR-Kampagnen und Unternehmensfilmen zuständig. Das auf dem Werftstandort in Brand ansässige Besucherzentrum wurde von der CL World mit wirtschaftlichem Erfolg betrieben. Von der Eröffnung im Juni 2000 bis zum August 2002 besuchten über 400.000 zahlende Besucher den Werftstandort und nahmen an Werks- und Standortführungen teil.[74]
- CargoLifter Inc. Im April des Jahres 1998 wurde eine Tochtergesellschaft innerhalb der USA gegründet. Standort des Unternehmens war Raleigh in North Carolina.[75] Unternehmenszweck war vor allem, in Abstimmung mit der Muttergesellschaft alle Unternehmensaktivitäten in Amerika zu planen und durchzuführen.[73] Gegen Ende des Jahres 1999 gab die Tochtergesellschaft bekannt, dass sie bereits einen Standort für den Bau eines zweiten Werftareals und einer zweiten Luftschiffhalle für CargoLifter identifiziert habe: Im Pasquotank County unweit von Elizabeth City in North Carolina sei ein ideales Areal gefunden worden, auf welchem zukünftige Nordamerikaflüge der Lastenluftschiffe hätten durchgeführt werden sollen.[76] Nach einer neun-monatigen Due-Diligence wurde durch das Unternehmen offiziell bekannt gegeben, in der Nähe von New Bern, North Carolina einen Standort gefunden zu haben, welcher offiziell als Gelände für den Bau einer zweiten Werfthalle benannt wurde.[77][78] Darüber hinaus trat das Unternehmen auch als Käufer für die Konzernmutter in Aktion. Beispielsweise erwarb die Inc. das SkyShip 600 für einen Systempreis von 6,4 Mio. $ bei dem in Orlando (Florida) ansässigen Luftschiffhersteller Airship Operations.[79]

- CL Airship Operations GmbH Die CL Airship Operations GmbH wurde Anfang Juli 2000 als 100%ige Tochter der CargoLifter AG gegründet. Haupt Unternehmenszweck war insbesondere die Vorbereitung, Entwicklung und spätere Ausbildung von Luftschiffpiloten. Bei Unternehmensgründung wurde ursprünglich angekündigt, ab dem Jahr 2001 mit der Ausbildung von Piloten offiziell zu beginnen. Für den Geschäftszweck von CargoLifter wurde nach Unternehmensangaben geschätzt, dass mindestens 2000 Piloten bis zum Jahr 2015 nötig würden. Hierzu hätten pro Jahr 50 Luftschiffpiloten ausgebildet werden sollen, deren Ausbildungskosten bei rund 150.000 Euro gelegen hätten. Anfang des Jahres 2000 wurde für das Unternehmen zudem ein SkyShip 600 als Schulungs-Luftschiffe erworben, um auf diesem die praktische Ausbildung von Piloten und das Training durchzuführen.[80]

- Energieversorgung Brand GmbH An der Energieversorgung Brand hielt die CargoLifter AG 49 % der GmbH-Anteile.[81] Die restlichen 51 % hielt die EWE AG, welche auch für die Erdgasbelieferung der zwei auf dem Standort untergebrachten Blockheizkraftanlagen zuständig war. Anfang Oktober 2000 wurde die Energieversorgungszentrale in Betrieb genommen. Maximal ausgelegt war diese Anlage für die Produktion von 808 Kilowatt elektrische Energie und 1144 Kilowatt thermische Energie.[29] Kernaufgabe dieses auf dem Unternehmensstandort in Brand stationierten Unternehmens war es, den Standort mit Strom, Erd- und Flüssiggas sowie Wärme und Druckluft zu versorgen.[82] Die Energiezentrale wurde innerhalb von 5 Monaten für rund 7 Millionen DM errichtet.[29]

- CargoLifter MAP GmbH Die CL MAP steuerte Planungs- und Bauaktivitäten des Konzerns und wurde Anfang Oktober 2000 in Frankfurt gegründet und durch zwei Geschäftsführer und zwei Prokuristen vertreten. Neben dem Hauptsitz in Frankfurt war das Unternehmen zudem mit einem Büro in München präsent. Der Gegenstand des Unternehmens war die Planung und Erbringung von Planungs- und Überwachungsleistungen, deren Vermittlung sowie die erforderlichen Beratungsleistungen zum Aufbau von Luftschiffstandorten in baulicher Hinsicht.[83] Insbesondere war das Unternehmen maßgeblich bei der Planung und der Errichtung des Werftstandorts beteiligt und brachte sich mit Architekturwissen ein. Im August 2008 wurde die Gesellschaft innerhalb des Insolvenzverfahrens der Konzernmutter aufgelöst.[84]

- Weitere Tochtergesellschaften
  - Die CargoLifter Landeplatzbetriebsgesellschaft mbH war für den Betrieb des Flugfeldes Brand gegründet worden.
  - Die CargoLifter Industriepark Brand GmbH wurde gegründet, um Zulieferunternehmen aus der Industrie und dem Dienstleistungssektor auf dem Werftgelände anzusiedeln.
  - Die CargoLifter Industrial Logistics GmbH war verantwortlich für die Beschaffungsvorgänge und Produktionslogistik am Werftstandorte.

### Luftschiffe und Ballone in der Halle

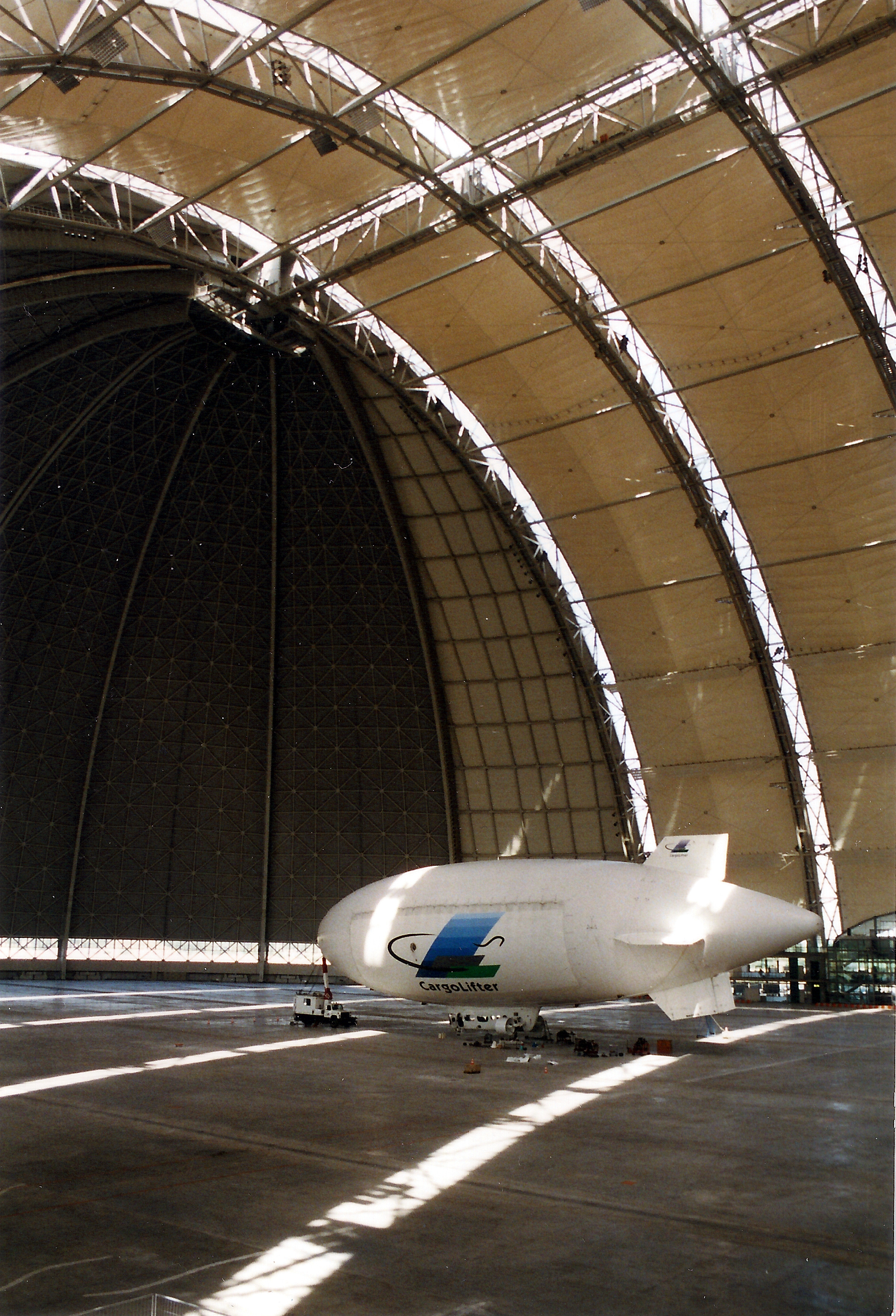
Das 61 m lange Skyship 600 „Charly“ in der Werfthalle

Im Verlauf der Unternehmenshistorie hatte das Unternehmen CargoLifter nicht nur vor, ein Lastenluftschiff zu konstruieren. Parallel wurde ein Kielluftschiff kleinerer Größe selbst konzipiert und produziert. Im Jahr 2000 wurde zudem ein Lastenballon vorgestellt. Darüber hinaus erwarb das Unternehmen ein Prallluftschiff.
- Bauteile für das geplante CL160-Lastenluftschiff wurden in der Werfthalle gefertigt
- Prototyp eines Kielluftschiffs Cargolifter Joey
- Cargolifter CL75 AirCrane
- SkyShip 600: Im März des Jahres 2000 erwarb CargoLifter ein SkyShip-600-Luftschiff, um dieses für die Pilotenausbildung sowie Trainings- und Forschungszwecke einzusetzen. Das Luftschiff wurde in einem Luftschiffhangar von einem Schwesterunternehmen der Airship Operations, der Global Skyship Industries, in Cardington (Großbritannien) zusammengebaut und anschließend bei einem Überführungsflug über den englischen Kanal nach Deutschland geflogen.[79][85] Seinen ersten öffentlichen Einsatz hatte dieses Luftschiff für CargoLifter im Sommer des Jahres 2000.[80] Das Luftschiff wurde während des Torfests am 16. September 2000 durch Bundesverkehrsminister Reinhard Klimmt auf den Namen „Charly“ getauft.[28]

## Filmdokumentationen
- Peter Bardehle, Franz Fitzke: Comeback der Luftschiffe. Erstausstrahlung am 18. September 2001, Norddeutscher Rundfunk.
- NDR Fernsehen, Panorama: Steuergelder für Sturzflug – Der Skandal um Cargolifter. Erstausstrahlung am 7. November 2002, ARD-Videothek.
- Peter Bardehle, Franz Fitzke: CargoLifter-die Luftnummer: Warum der CargoLifter abstürzte. Erstausstrahlung am 10. Februar 2003, Westdeutscher Rundfunk.
- 3sat: Die 20 größten Fortschritt-Flops: Cargolifter. 2. Januar 2012, abgerufen am 1. Februar 2013.